# 宁远县
宁远县位于湖南省南部、湘江支流潇水上游，为永州市下辖县。
面积2,508平方公里，国内生产总值227,260万元（2002），全县总人口約69万人。县人民政府駐舜陵街道印山路98號。区域总面积为2,500.87平方公里。
相邻县级政区，北与祁阳市交界，东与新田县、郴州市嘉禾县、蓝山县为邻，南和江华瑶族自治县接壤，西接道县和双牌县。

## 历史沿革
汉朝时设营道、泠道两县，三国吴分营道、泠道、舂陵三县，隋泠道、舂陵二县併入营道县，唐武德四年（621年）改为唐兴县，天宝元年（742）改延唐县，北宋乾德三年（965年）改为宁远县。

## 行政区划
宁远县下辖4个街道办事处、12个镇、4个民族乡：
文庙街道、舜陵街道、桐山街道、东溪街道、天堂镇、水市镇、湾井镇、冷水镇、太平镇、禾亭镇、仁和镇、中和镇、柏家坪镇、清水桥镇、鲤溪镇、保安镇、九嶷山瑶族乡、五龙山瑶族乡、棉花坪瑶族乡和桐木漯瑶族乡。

## 政治

### 现任领导
| 机构     | 宁远县人民政府 县长 | · 中国共产党 · 宁远县委员会 · 书记 | 宁远县人民代表大会 常务委员会 主任 | · 中国人民政治协商会议 · 宁远县委员会 · 主席 |
| -------- | ------------------- | ---------------------------------- | ---------------------------------- | -------------------------------------------- |
| 姓名     | 毛政                | 胡勇刚                             | 曹辉正                             | 吴新波                                       |
| 民族     | 汉族                | 汉族                               | 汉族                               | 汉族                                         |
| 出生地   |                     | 湖南省衡阳市                       |                                    |                                              |
| 出生日期 | 1976年11月（48歲）  | 1969年8月（55—56歲）               | 1968年2月（57歲）                  |                                              |
| 就任日期 | 2021年7月           | 2022年1月                          | 2021年10月                         | 2021年10月                                   |

## 人口
2020年末，永州市第七次全国人口普查公报显示：宁远县常住人口为684121人，男性人口占比53.04%，女性人口占比46.96%，年龄结构中0-14岁占比23.96%，15-59岁占比56.52%，60岁以上占比19.53%，65岁以上占比14.31%。
全县总人口为77.8万人（2002年），其中城镇人口9.52万人，乡村人口68.28万人。

## 交通
- 357国道过境。

## 旅游景点
- 宁远文庙
- 九嶷山国家森林公园
- 舜帝陵